# Franz Mehring
Franz Mehring (født 27. februar 1846 i Schlawe, Pommern, død 29. januar 1919 i Berlin) var en tysk publicist, socialistisk politiker og marxistisk historiker.
Mehring var oprindeligt borgerlig demokrat og medarbejder ved liberale aviser, bl.a. Frankfurter Zeitung, men blev i 1891 medlem af SPD, hvor han tilhørte partiets oppositionelle venstrefløj, der bekæmpede revisionismen. Han var fra 1902 til 1907 redaktør på den socialdemokratiske avis Leipziger Volkszeitung , og fra 1906 til 1911 underviste han på SPD's kurser. Sammen med Karl Liebknecht og Rosa Luxemburg grundlagde han i 1916 det revolutionære Spartakusbund, og i 1917 var han også med til at danne udbryderpartiet USPD. Fra 1917 til 1918 var han medlem af Preussens parlament.
Som historiker skrev han i 1877 fra et borgerligt-liberalt synspunkt en skarpt kritisk historisk fremstilling om SPD og som senere moderat socialist endnu en bog om partiet; Geschichte der deutschen Sozialdemokratie (1897). Han skrev en bog om Gustav II Adolf med en marxistisk analyse af Trediveårskrigen. Derudover udgav han biografien Karl Marx (1918) og Aus dem literarischen nachlass von Karl Marx, Friedrich Engels und Ferdinand Lassalle (1902).
Mehringplatz i Berlin-bydelen Kreuzberg er opkaldt efter Franz Mehring.